# Constituição Política do Estado do Ceará de 1935
A Constituição Política do Estado do Ceará de 1935 foi promulgada pelo Congresso Cearense Constituinte do Ceará no dia 24 de setembro de 1935.

## Elenco constituinte
- Cesar Cals de Oliveira, Presidente do Congresso Cearense Constituinte
- Joaquim Bastos Gonçalves, 1º secretário
- Lourival Correia Pinho, 2º secretário
- Raymundo Norões Milfont, 1º Vice-Presidente

- Antonio Fructuoso da Frota Filho, 2º Vice-Presidente
- Elpidio Prata Gomes, suplente dos secretários
- Antonio Felismino Netto, suplente dos secretários

- Dr. Amadeu Furtado
- Antonio Barroso de Souza
- Antonio Duarte Junior
- Auton Aragão
- Bento Lousada Gonçalves
- Carlos Eduardo Benevides
- Clodoaldo Barros
- Dario Bezerril Corrêa Lima
- Edson da Motta Correia
- Erico de Paiva Motta
- Francisco de Almeida Monte
- Francisco Silveira Aguiar
- George Moreira Pequeno
- Hildeberto Barroso
- Dr. João Augusto Bezerra
- João Ponte
- Dr. Joaquim Fernandes Telles
- Mario da Silva Leal
- Manoel Pinheiro Távora
- Paulo Sarasate Ferreira Lopes
- Placido Aderaldo Castello Stenio Gomes da Silva
- Ubyrajara Indio do Ceará